# Manciano
Manciano è un comune italiano di 6 950 abitanti della provincia di Grosseto in Toscana.
Il centro sorge su una collina che domina da un lato la piana e la valle dell'Albegna e dall'altro lato l'area del tufo.

## Geografia fisica

### Territorio
Il territorio comunale di Manciano si estende nell'entroterra della Toscana meridionale, nel territorio delle colline dell'Albegna e del Fiora. L'estremità occidentale digrada nella pianura maremmana, lungo il corso del fiume Albegna, a valle della località di Marsiliana, mentre l'estremità nord-orientale penetra nell'area del Tufo lungo il corso del fiume Fiora che, da nord a sud, attraversa la parte orientale del territorio comunale.
Il comune di Manciano confina a nord con i comuni di Roccalbegna e Semproniano, a nord-est con il comune di Sorano, a est con il comune di Pitigliano, a sud-est con i comuni laziali di Ischia di Castro e Canino, a sud col comune laziale di Montalto di Castro, a sud-ovest con il comune di Capalbio, a ovest con il comune di Orbetello, a nord-ovest con i comuni di Magliano in Toscana e Scansano.

### Clima
Il territorio comunale è classificato in zona E, che consente l'accensione degli impianti di riscaldamento fino a 14 ore giornaliere, nel periodo compreso tra il 15 ottobre e il 15 aprile.
L'inverno è più freddo rispetto alle corrispondenti aree pianeggianti e costiere della provincia di Grosseto, per la posizione collinare in cui si trova; l'estate è moderatamente calda ma difficilmente afosa.
Secondo i dati medi del trentennio 1961-1990, la temperatura media del mese più freddo, gennaio, si attesta a 4,7 °C; mentre quella del mese più caldo, luglio, è di +22,0 °C.
Nel medesimo trentennio, le precipitazioni medie annue fanno registrare il valore di 873 mm, mediamente distribuite in 85 giorni di pioggia, con minimo in estate e picco massimo in autunno per l'accumulo e in inverno per il numero di giorni piovosi.
| MANCIANO (1961-1990) | Mesi | Mesi | Mesi | Mesi | Mesi | Mesi | Mesi | Mesi | Mesi | Mesi  | Mesi  | Mesi | Stagioni | Stagioni | Stagioni | Stagioni | Anno  |
| MANCIANO (1961-1990) | Gen  | Feb  | Mar  | Apr  | Mag  | Giu  | Lug  | Ago  | Set  | Ott   | Nov   | Dic  | Inv      | Pri      | Est      | Aut      | Anno  |
| -------------------- | ---- | ---- | ---- | ---- | ---- | ---- | ---- | ---- | ---- | ----- | ----- | ---- | -------- | -------- | -------- | -------- | ----- |
| T. max. media (°C)   | 7,7  | 8,7  | 11,5 | 14,9 | 19,8 | 24,1 | 27,5 | 27,6 | 24,1 | 19,4  | 13,1  | 9,9  | 8,8      | 15,4     | 26,4     | 18,9     | 17,4  |
| T. min. media (°C)   | 1,7  | 1,9  | 3,9  | 6,6  | 10,3 | 14,1 | 16,6 | 16,3 | 14,0 | 10,2  | 6,1   | 3,4  | 2,3      | 6,9      | 15,7     | 10,1     | 8,8   |
| Precipitazioni (mm)  | 89,6 | 86,1 | 73,1 | 59,7 | 55,7 | 40,5 | 31,3 | 45,4 | 68,8 | 105,3 | 125,4 | 91,8 | 267,5    | 188,5    | 117,2    | 299,5    | 872,7 |
| Giorni di pioggia    | 9    | 9    | 9    | 8    | 7    | 5    | 3    | 4    | 5    | 7     | 10    | 9    | 27       | 24       | 12       | 22       | 85    |

- Diffusività atmosferica: bassa, Ibimet CNR 2002

## Storia
Il territorio di Manciano è stato abitato sin dalle epoche preistoriche, come dimostrano i numerosi reperti risalenti al periodo eneolitico e all'età del Bronzo, rinvenuti nelle colline tra il capoluogo e Saturnia. La prima notizia del castello di Manciano risale al 1188, quando è citato in un privilegio di Clemente III per la chiesa di Sovana. Possesso degli Aldobrandeschi del ramo di Santa Fiora a partire dal XII secolo, fu ceduto al ramo di Sovana nel 1272, per poi venire conquistato nel corso del XIV secolo prima dal Comune di Orvieto, poi dalla famiglia Baschi di Montemerano, e infine ereditato per matrimonio della famiglia Orsini di Pitigliano.
Nel 1416 venne conquistato dai senesi, che costruirono la rocca e potenziarono le difese migliorando la cinta muraria, i quali però furono costretti nel 1455 a restituire il centro agli Orsini. Nel 1557, Manciano fu concesso al duca Cosimo de' Medici: sotto il granducato il borgo fu trasformato in centro agricolo, e la fine delle sue funzioni militari portò all'abbandono e al progressivo degrado delle opere architettoniche fortificate. Nel 1867, il centro fu toccato dalla campagna dell'Agro romano per la liberazione di Roma guidata da Giuseppe Garibaldi: a Manciano sostò la colonna Nicola Guerrazzi.
La popolazione di Manciano fu protagonista di numerose attività contro i nazifascisti durante la Resistenza e fu teatro di alcuni episodi che videro perire partigiani in combattimento (fra cui Delio Ricci, onorato con medaglia d'oro al valor militare). Il 12 giugno 1944 fu il primo centro della Toscana a vedere l'ingresso degli Alleati, mentre il 25 febbraio 1945, su parere del CLN di Grosseto, vi si tenne il primo esperimento di libere elezioni in Italia dopo il ventennio fascista: venne eletto sindaco l'avvocato Leto Morvidi (PCI), già commissario prefettizio e importante figura di amministratore, parlamentare e giurista.

### Simboli
Lo stemma di Manciano è costituito da uno scudo sannitico di colore rosso su cui è raffigurato un leone dorato. Lo stemma ha la seguente blasonatura ufficiale:
Lo stemma attuale è ripreso da un sigillo del XV secolo, che riportava un leone tenente tra le branche una mano, ed è stato riconosciuto, assieme al gonfalone, con decreto del capo del Governo del 20 novembre 1937. Il leone allude alla casata degli Aldobrandeschi. In precedenza il comune utilizzava un emblema con la sola mano al naturale.
Il gonfalone è un drappo di rosso.

### Onorificenze
Manciano è tra le città decorate al valor militare per la guerra di Liberazione, insignita nel 1955 della Croce di guerra al valor militare per i sacrifici delle sue popolazioni e per la sua attività nella lotta partigiana durante la seconda guerra mondiale:

## Monumenti e luoghi d'interesse

### Architetture religiose

#### Chiese parrocchiali

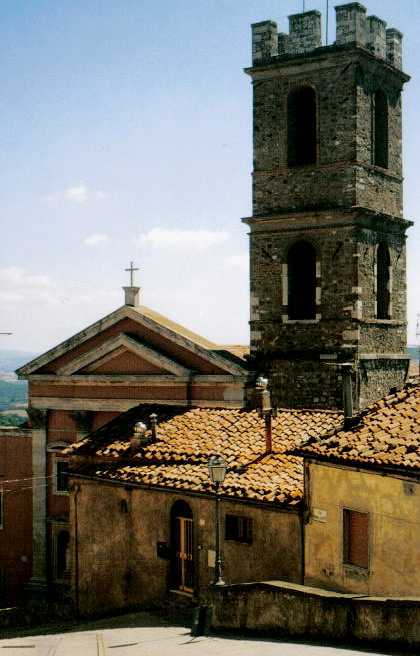
La chiesa di San Leonardo a Manciano

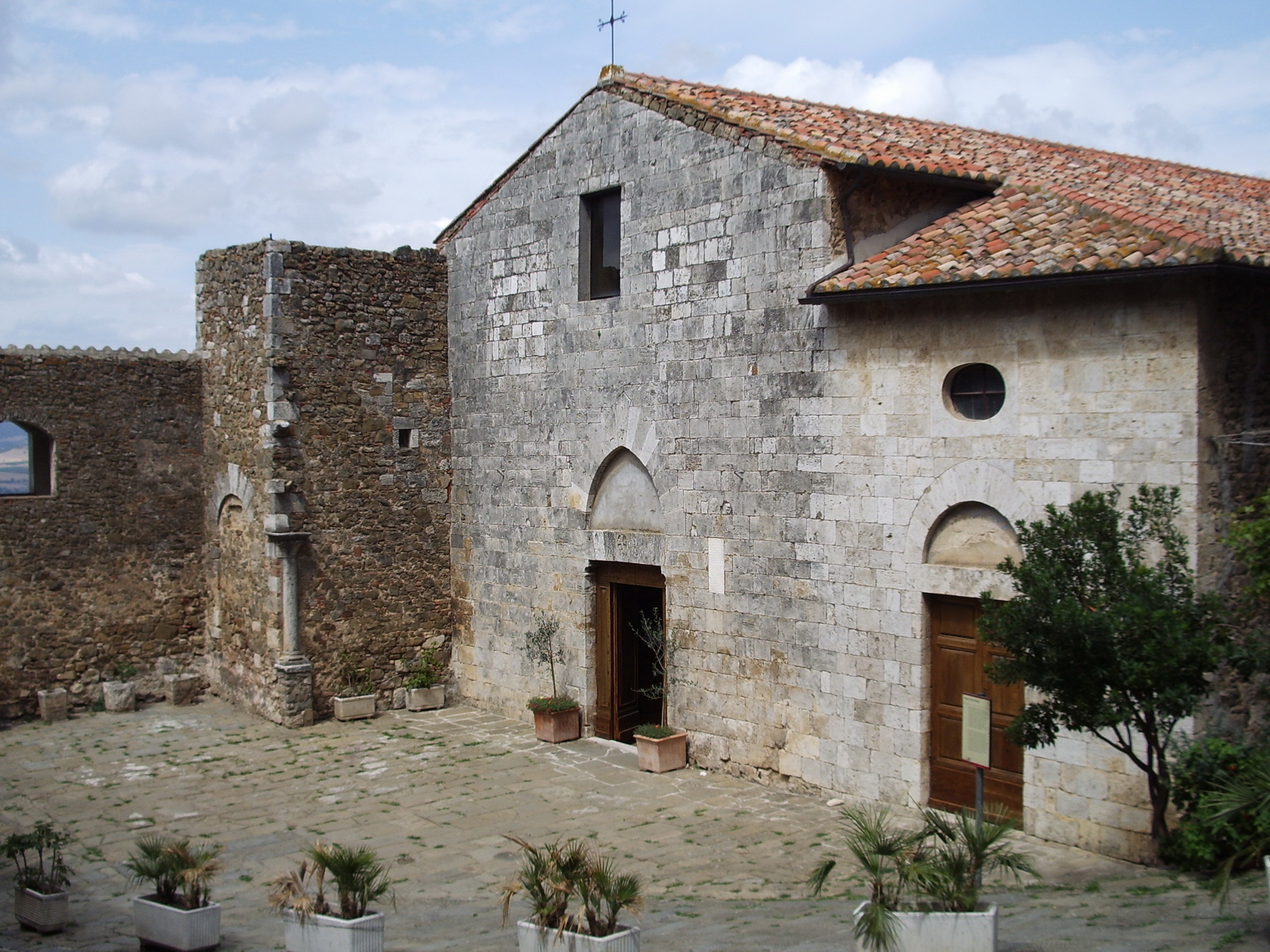
Veduta della chiesa di San Giorgio a Montemerano

- Chiesa di San Leonardo, risalente al XV secolo, è stata completamente rifatta nel 1932. Nel 1954 è stato realizzato il nuovo pavimento a mosaico. All'interno conserva opere d'arte come il san Leonardo che adora la Sacra Famiglia (1894), gli apostoli (1909) e il venerdì santo di Paride Pascucci e un fonte battesimale in travertino della prima metà del XIV secolo.[15] La parrocchia di San Leonardo conta circa 3 550 abitanti.[16]
- Chiesa di San Gregorio VII, chiesa parrocchiale situata nella località rurale de La Sgrilla, è stata disegnata dall'architetto Carlo Boccianti e consacrata nel 1978. La parrocchia di San Gregorio VII conta circa 320 abitanti.[17]
- Chiesa di Maria Regina del Mondo, chiesa parrocchiale della frazione di Marsiliana, è stata costruita nel 1959 su progetto dell'architetto Carlo Boccianti. La parrocchia di Marsiliana conta circa 1 230 abitanti.[18]
- Chiesa di San Giorgio, situata nella frazione di Montemerano, fu costruita nel corso del XIV secolo per volontà dei conti Baschi ed ampliata con l'aggiunta del transetto e dell'abside intorno al 1430. Nel corso dei secoli successivi sono stati effettuati alcuni interventi sia all'interno che alla facciata. Una serie di restauri effettuati a partire dal 1980 hanno permesso di riportare all'antico aspetto l'edificio religioso. All'interno si conservano opere come la Madonna della Gattaiola, opere di un artista noto come Maestro di Montemerano, risalente alla metà del XV secolo – il dipinto deve il suo nome al foro circolare ritagliato alla base, che si dice sia stato realizzato da un parroco per permettere il passaggio dei gatti all'interno della chiesa. La parrocchia di Montemerano conta circa 810 abitanti.[19]
- Chiesa di Santa Maria degli Angeli, chiesa parrocchiale della frazione di Poderi di Montemerano, è stata costruita nel 1955 ed è sede di parrocchia dal 1961. La struttura in pietra si ispira al romanico moderno, ed è affiancata da un campanile merlato che ricorda lo stile delle torri toscane. La parrocchia di Poderi di Montemerano conta circa 160 abitanti.[20]
- Chiesa della Visitazione, situata nella frazione di Poggio Capanne, reca sulla facciata la data 1570. Rimaneggiata successivamente, ospita all'interno un dipinto raffigurante la Madonna col Bambino in trono fra Sant'Antonio abate e San Giuseppe, risalente al XIX secolo, ed una copia seicentesca in dimensioni ridotte della pala della Visitazione di Federico Barocci (1586) della Chiesa Nuova a Roma. La parrocchia di Poggio Capanne conta circa 130 abitanti.[21]
- Chiesa di San Giuseppe, situata nella frazione di Poggio Murella, è stata edificata a metà del XIX secolo per volere di Giuseppe Zammarchi, ed è sede di parrocchia dal 1957. La parrocchia di Poggio Murella conta circa 360 abitanti.[22]
- Chiesa di San Martino, situata nella frazione di San Martino sul Fiora, fu edificata in epoca cinquecentesca e ricostruita completamente tra il 1952 e il 1956. Si presenta come un imponente edificio in stile neo-romanico con accenti moreschi, in pietra rossa locale, e con l'interno a croce latina. All'interno sono conservate due tele del XVII secolo, mentre sul fianco destro si eleva il campanile con orologio pubblico (installato nel 1985). La parrocchia di San Martino conta circa 300 abitanti.[23]
- Chiesa di Santa Maria Maddalena, situata nella frazione di Saturnia, è citata nel privilegio di papa Clemente III del 1188, ma si presenta oggi trasformata dopo alcune radicali ristrutturazioni nel 1933. All'interno è conservata una tavola della Madonna col Bambino tra i santi Sebastiano e Maria Maddalena di Benvenuto di Giovanni, risalente agli anni tra il 1475 e il 1485 e inserita in una residenza processionale del XIX secolo. La parrocchia di Saturnia conta circa 550 abitanti.[24]

#### Chiese minori
- Oratorio della Santissima Annunziata, nata come cappella rurale fuori dal vecchio nucleo urbano nel XVI secolo, è stata oggetto di ristrutturazioni nel secolo successivo. All'interno è situata l'Annunciazione (1875) del pittore Pietro Aldi, mentre alcuni restauri hanno riportato alla luce uno Sposalizio della Vergine nella parete di destra, una Nascita della Vergine in quella di sinistra, e due pitture con san Lorenzo e san Giovanni del XV secolo.[25]
- Pieve di San Lorenzo, situata a Montemerano, è la più antica chiesa del borgo, citata in una bolla del 1188. Rimasta sconsacrata nel corso dei secoli, è oggi adibita a spazio teatrale per rassegne culturali.
- Chiesa della Madonna del Cavalluzzo, situata nei pressi di Montemerano, fu costruita come cappella rurale nel XV secolo, ma ha subito dei rifacimenti seicenteschi che hanno interessato la facciata e il pavimento. Attualmente restaurata, conserva all'interno una Madonna col Bambino e san Rocco e alcuni affreschi risalenti agli anni tra la fine del XV e i primi del XVI secolo.
- Convento di San Francesco, situato nei pressi di San Martino sul Fiora, era un antico convento francescano cinquecentesco del quale si conservano attualmente soltanto pochi resti.

#### Cappelle
- Cappella di Sant'Antonio abate, cappella gentilizia di origini medievali della fattoria di Marsiliana.
- Cappella di Poggio Fuoco, piccola cappella rurale situata sull'omonima collina ove si sviluppa il borgo rurale con la medesima denominazione.
- Cappella di Maria Vergine ausiliatrice, cappella padronale con porticato, situata presso la fattoria dei Cavallini.
- Cappella dello Sgrillozzo, nell'omonima località rurale.

### Architetture civili

#### Palazzi
- Casa Battiloro, situata lungo via Roma, era residenza della ricca famiglia di origini fiorentine De Battiloro e si presenta formata da due edifici che si affacciano sulla medesima piazzetta che si apre sulla via: su uno è inciso il nome di Costante Battiloro ed è datato 1596, mentre sull'altro è posto lo stemma gentilizio con la data 1650.[26]
- Casa Piazai, situata lungo via Roma, risale alla fine del XVI secolo e presenta sulla facciata due finestre con stipiti in travertino, su cui sono incisi il nome Domenico di Bartolomeo Piazai e la data 1592.[26]
- Palazzo Aldi, imponente edificio con pietra a faccia vista, è stato costruito negli anni successivi al 1824. Qui nel 1852 nacque il pittore Pietro Aldi, e in questo stesso luogo trovò la morte il 18 maggio 1888. Nel 1911 venne posta sulla facciata una lapide in sua memoria.[27]
- Palazzo Nardelli, già Meus, imponente edificio costruito tra il 1824 e il 1848 nelle adiacenze della rocca aldobrandesca, ospita nelle sue stanze il museo di preistoria e protostoria della Valle del Fiora.
- Palazzo Sadun, edificio risalente al XIX secolo, era proprietà della facoltosa famiglia ebraica Sadun, proveniente da Pitigliano. La famiglia Sadun aveva fondato nel territorio dell'Amiata una società per l'estrazione del cinabro ed era anche proprietaria delle Saline di Orbetello.[28]

#### Ville
- Villa Aldi Mai, costruita nel 1933 su progetto dell'ingegner Passeri, era la residenza dell'onorevole Gino Aldi Mai, che fu sindaco e podestà di Manciano. Si presenta in uno stile eclettico con influenze liberty ed ospita dal 1951 la Casa del Fanciullo, da quando la villa venne donata alla parrocchia da Maddalena Ciacci, moglie dell'Aldi Mai.[29]
- Villa Teresa, detta Il Villino, è situata lungo il viale 1º maggio e si presenta in stile liberty. Progettato da Giuseppe Corradini, è stata costruita nella prima metà degli anni venti del XX secolo per volere del notaio Rossi.[30]

#### Altri edifici civili
- Forni Vecchi, struttura risalente al XVI secolo lungo via Saffi – un tempo chiamata proprio strada dei Forni Vecchi – della quale restano solamente alcune tracce.[31]
- Torre dell'Orologio, campanile situato nel punto in cui via Roma si congiunge con via Cavour, fu costruito dai senesi nel XV secolo come parte dell'antico palazzo del Comune, oggi inglobato nelle strutture adiacenti. Dopo il 1860 è stata posta la lapide in ricordo del plebiscito dell'annessione al Regno d'Italia.[32]
- Lavatoi pubblici di Poderi di Montemerano, Poggio Murella e Saturnia: strutture realizzate nel 1913 dall'Acquedotto del Fiora per rifornire i tre borghi mancianesi. L'edificio dei lavatoi di Poggio Murella ospita oggi il museo della filarmonica Pietro Mascagni, mentre quello di Saturnia è sede dell'info-point e del nucleo bibliotecario della frazione.

### Architetture militari

#### Cinte murarie

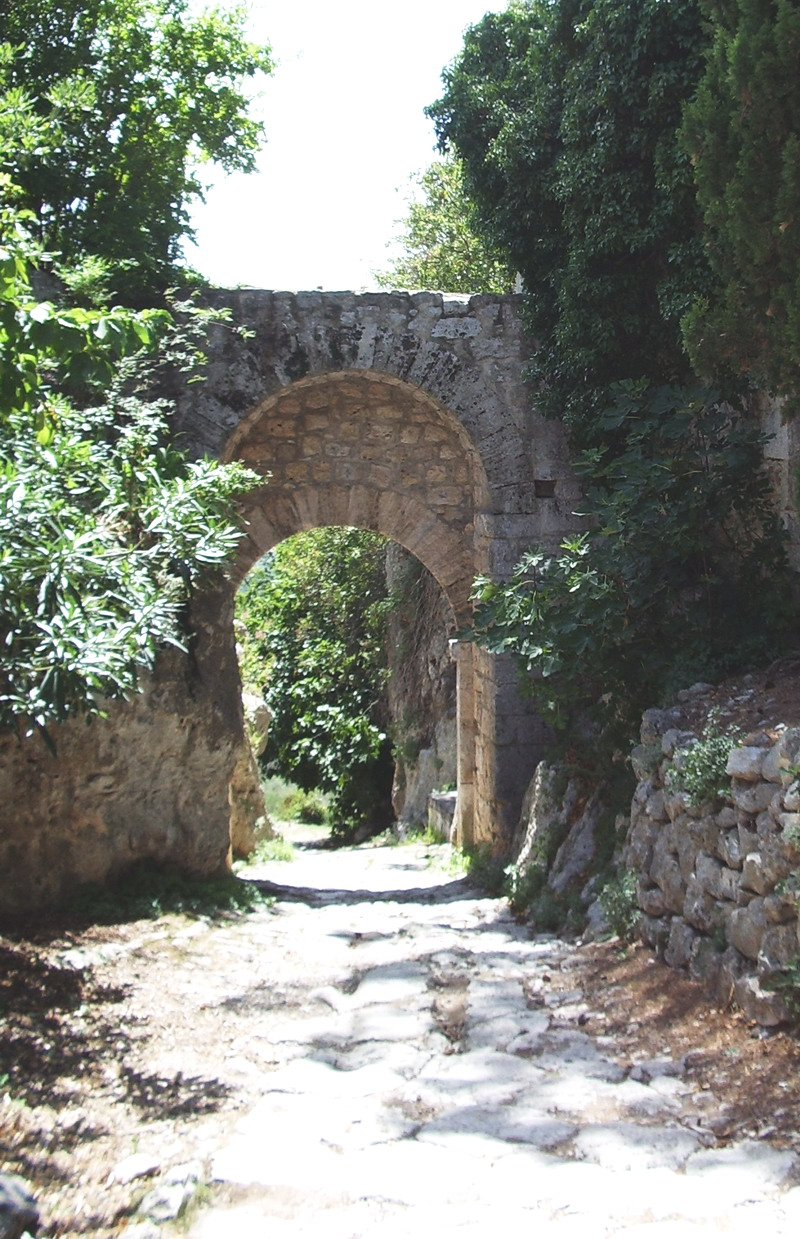
La Via Clodia a Saturnia presso Porta Romana

- Mura di Manciano: costruite dai conti Aldobrandeschi nel XIII secolo, furono rimaneggiate dai senesi nel corso del XV secolo.[33] Delle undici torri di avvistamento, ne sono perfettamente visibili soltanto due, mentre le altre sono state inglobate all'interno di edifici adibiti ad altri usi: sono la Torre della Rampa, lungo via Trento,[34] e la Torre di Porta Fiorella, sopra l'omonimo accesso.[35]
- Mura di Montemerano: costruite dagli Aldobrandeschi a partire dal XII secolo, sono state ultimate nel corso del secolo successivo. Lavori di ristrutturazione furono effettuati quando Montemerano passò sotto la Repubblica di Siena, con la costruzione anche del complesso del Cassero, e nel periodo rinascimentale, con la costruzione dei camminamenti di ronda. Lungo le mura si aprono oggi tre porte, la porta di San Giorgio, la porta Romana e la porta Grossetana.
- Mura di Saturnia: una prima cinta muraria fu costruita dai Romani nel corso del II secolo a.C., su preesistenti strutture difensive etrusche. Gli Aldobrandeschi ristrutturarono ed ampliarono la primitiva cerchia agli inizi del XIII secolo, contemporaneamente alla costruzione della rocca. Le mura furono ricostruite e riqualificate dalla Repubblica di Siena verso la metà del XV secolo, mentre nei secoli successivi altre modifiche hanno determinato la scomparsa di tre delle quattro antiche porte: l'unica porta rimasta è la meridionale Porta Romana, con rivestimento in pietra ed apertura ad arco a tutto sesto, proprio nel punto di passaggio dell'antica Via Clodia.

#### Fortificazioni urbane
- Rocca aldobrandesca di Manciano, costruita nel corso del XII secolo dalla famiglia degli Aldobrandeschi, fu oggetto di numerose contese a partire dal secolo successivo per la sua importanza strategica, considerata fondamentale per il controllo di queste terre. Occupata prima dagli orvietani, la rocca passò agli Orsini di Pitigliano che la controllarono fino al XVII secolo, fatta eccezione per un temporaneo dominio senese nella prima metà del XV secolo. Alcuni lavori di restauro furono effettuati dai granduchi di Toscana nella seconda metà del XVIII secolo. Attualmente ospita la sede del Comune di Manciano.[36]
- Rocca aldobrandesca di Saturnia, costruita alla fine del XII secolo dai conti Aldobrandeschi e rifatta dai senesi nel corso del XV secolo, si presenta oggi trasformata. All'interno dell'area delimitata dalle mura, è stato edificato Castello Ciacci, fatto costruire dall'omonima famiglia nel 1924 in stile neo-medievale, con la torre merlata che richiama l'originario stile medievale del rimanente complesso.

#### Castelli
- Castello del Pelagone, situato nella parte meridionale del territorio di Manciano, in località Scarceta, risale agli inizi del XIII secolo come possedimento degli Aldobrandeschi, per poi passare agli Orsini di Pitigliano alla fine dello stesso secolo. Il luogo fu abbandonato per ragioni sconosciute nella prima metà del XV secolo e si presenta oggi sotto forma di ruderi.
- Castello di Scerpena, risalente all'XI secolo, fu proprietà di signori locali prima di diventare dominio degli Aldobrandeschi. Poco prima della metà del XIV secolo passò sotto il controllo di Siena e successivamente venne affidato alla famiglia Baschi.
- Castello di Stachilagi, situato ad est della frazione di Marsiliana, sulla sommità di una collina che domina la valle del torrente Elsa, risale al XIII secolo e fu costruito presso la preesistente Abbazia della Selva con attiguo monastero, risalenti alla metà del XII secolo: il complesso rientrava tra i possedimenti dell'Abbazia delle Tre Fontane di Roma, che vennero infeudati dalla famiglia Aldobrandeschi. Abbandonato dopo l'ingresso nel Granducato di Toscana, si presenta oggi sotto forma di ruderi.
- Rocca di Montauto, situata nella parte meridionale del territorio comunale, su una collina dell'omonima riserva naturale, lungo la strada che conduce a Vulci, risale agli inizi del XIII secolo. Si presenta oggi come un imponente rudere.

#### Fattorie fortificate

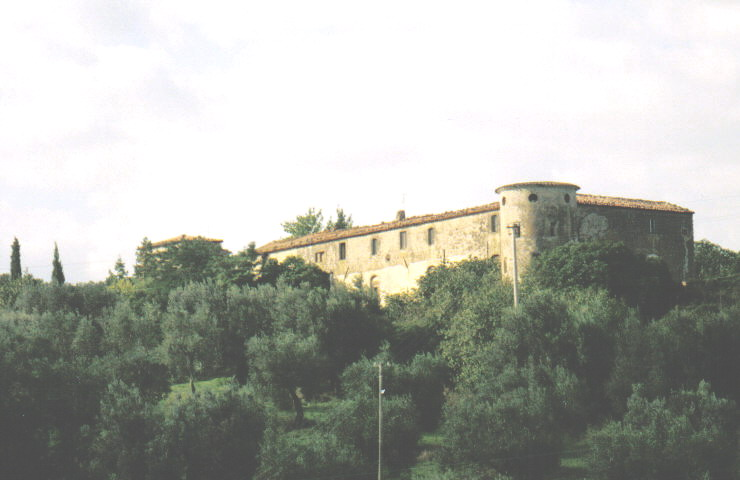
La Fattoria della Campigliola

- Fattoria della Campigliola, situata lungo la strada che conduce a Vulci, sorse probabilmente in epoca medievale, ma venne trasformata in fattoria fortificata nel corso del XVII secolo.
- Fattoria di Marsiliana, situata sulla sommità della collina che sovrasta il borgo di Marsiliana, sorse come castello nel corso del XII secolo. Fu comandato prima dai conti Aldobrandeschi, poi da Siena, dai Medici e infine dai principi Corsini di Firenze nel XVIII secolo, che lo trasformarono in fattoria fortificata alla fine del XIX secolo.

### Altro
- Fontana di piazza Garibaldi, risalente al 1913, è costituita da una vasca sulla quale dei delfini versano un getto d'acqua continuo ed è opera dello scultore Vincenzo Rosignoli.[37]
- Monumento a Pietro Aldi, situato in piazza Garibaldi, è stato realizzato dallo scultore Vincenzo Rosignoli ed inaugurato nel 1911.
- Monumento ai caduti, situato in via Martiri della Libertà, è stato realizzato dallo scultore Marcello Legaluppi in ricordo dei mancianesi caduti nella seconda guerra mondiale.

### Siti archeologici
- Castellum aquarum di Poggio Murella, grande cisterna a forma rettangolare con l'interno suddiviso in dieci navate con volte a botte e rivestito all'esterno in opus reticulatum a tasselli bicromi. Nei dintorni si possono trovare altri resti di epoca romana.
- Necropoli del Puntone, sito frequentato dal VII sino al V secolo a.C., è composto da una cinquantina di tombe a camera e da un piccolo numero di tombe a fossa.
- Necropoli della Banditella, situata nella tenuta della famiglia Corsini presso il borgo di Marsiliana, è stata scavata agli inizi del XX secolo e ha permesso di riportare alla luce un centinaio di tombe – in prevalenza a fossa – databili al VII secolo a.C., ricche di corredi di grande prestigio.
- Necropoli di Pian di Palma, conserva alcuni nuclei di tombe a tumulo datate tra il VII e il V secolo a.C. e costituite da una camera sepolcrale preceduta da un dromos, con copertura a pseudovolta.
- Necropoli di Sede di Carlo, sono state qui rinvenute alcune tombe dei tipi a pozzetto e a fossa, risalenti all'VIII secolo a.C.. Il curioso nome proviene da un blocco di travertino la cui forma richiama quella di un trono (sedia di Carlo Magno).
- Tomba Pellegrina, situata in località Costone degli Sterpeti, risale al VI secolo a.C. ed è del tipo a camera.

### Aree naturali
- Terme di Saturnia, insieme di varie sorgenti termali di tipo sulfureo che sgorgano a 37 °C. Si trovano a valle del borgo di Saturnia, e presentano alcune cascate liberamente fruibili.
- Lago del Tafone, bacino lacustre di origine mineraria situato all'estremità sud-orientale del territorio comunale, in prossimità del confine regionale con il Lazio.
- Riserva naturale Montauto, area protetta che si estende all'estremità meridionale del territorio comunale, nell'area in cui sorge la Rocca di Montauto, e che si ricongiunge in territorio laziale all'Oasi di Vulci.
- Biotopo Poggio Bagno Santo.

## Società

### Evoluzione demografica
Abitanti censiti

### Distribuzione degli abitanti
| Frazioni              | Abitanti (2011) | Altitudine |
| --------------------- | --------------- | ---------- |
| Manciano (capoluogo)  | 3 104           | 444        |
| Montemerano           | 487             | 303        |
| Marsiliana d'Albegna  | 413             | 32         |
| Saturnia              | 292             | 294        |
| Poggio Murella        | 287             | 410        |
| San Martino sul Fiora | 211             | 446        |
| Poderi di Montemerano | 106             | 336        |
| Poggio Capanne        | 69              | 373        |
| Altre località        | 2 290           | -          |

### Etnie e minoranze straniere
Secondo i dati ISTAT al 31 dicembre 2010 la popolazione straniera residente era di 970 persone. Le nazionalità maggiormente rappresentate in base alla loro percentuale sul totale della popolazione residente erano:
- Romania, 534 - 7,00%
- Macedonia del Nord, 137 - 1,79%

### Tradizioni e folclore
A Manciano si tiene ogni anno il palio delle Botti, in cui viene rivista l'antica abilità dei cantinieri di trasportare le cosiddette "bonse" (botti), facendole rotolare lungo un percorso stabilito tra le vie del paese. La gara è preceduta dalla sfilata del palio con corteo storico. Nel palio si sfidano i sei rioni di Manciano: Borgo (colori bianco e rosso), Cassero (blu e amaranto), Fonti (verde e oro), Imposto (rosa e nero), Monumento (viola e bianco) e Mulinello (bianco e blu).

## Cultura

### Istruzione

#### Biblioteche
La Biblioteca comunale Antonio Morvidi è situata in via XX Settembre e fa parte del sistema bibliotecario provinciale di Grosseto. Fondata nel 1965 e inizialmente ospitata in alcuni locali del palazzo comunale, è stata aperta completamente al pubblico nel 1970 in un edificio di piazza Matteotti. Nel 1977 viene spostata nell'attuale sede. Il patrimonio librario ammonta a circa 23 000 volumi.
Sono stati aperti tre sportelli bibliotecari anche presso le frazioni di Marsiliana (2 500 volumi), San Martino sul Fiora (2 000 volumi) e Saturnia (2 500 volumi), con un patrimonio librario complessivo di 7 000 volumi.

#### Musei
Il comune di Manciano dispone di due strutture museali che fanno parte della rete provinciale Musei di Maremma:
- Museo di preistoria e protostoria della Valle del Fiora
- Museo archeologico di Saturnia

Presso la frazione di Poggio Murella è inoltre situato il museo della filarmonica Pietro Mascagni.

### Cinema
- La cicala (1980): Saturnia
- La compagna di viaggio (1980): Saturnia
- Attila flagello di Dio (1982): ambientato a Saturnia, ma girato a Vulci (VT)[45]
- Maremmamara (2016): Manciano, Saturnia

## Geografia antropica

### Suddivisioni storiche
Il borgo di Manciano è tradizionalmente suddiviso in sei rioni:
- Borgo
- Cassero
- Fonti
- Imposto
- Monumento
- Mulinello

### Frazioni
- Marsiliana, nota per il ritrovamento avvenuto agli inizi del XX secolo di tombe principesche etrusche, nella necropoli della Banditella.
- Montemerano, situato su un poggio a nord-ovest di Manciano e a sud di Saturnia, si caratterizza per un centro storico con monumenti e opere d'arte del periodo medievale e rinascimentale.
- Poderi di Montemerano, sorta verso la fine del Cinquecento con il nome di Poderi di Sotto, si presenta come un borgo rurale formato da più località differenti venute a svilupparsi in diversi periodi storici e unite solamente nel corso del Novecento in un'unica frazione.
- Poggio Capanne, detto anche Capanne, antico borgo popolato da pastori che un tempo si chiamava Capanne di Saturni.
- Poggio Murella, paese composto da nove borgate, di cui le più caratteristiche e più vecchie sono il Poggetto e la Torre. Tra le architetture possiamo vedere una torre cilindrica in opus reticulatum, monumento di età romana, e il Castellum Aquarum, una grande cisterna a forma rettangolare con l'interno suddiviso in dieci navate con volte a botte.
- San Martino sul Fiora, frazione che anticamente si chiamava San Martino al Poggio Pelato, sorse come fattoria nel Cinquecento. Nel 1783 fu aggregato al comune di Sorano e solo nel 1929 divenne frazione di Manciano, assumendo la denominazione attuale. Nella località si trovano una necropoli etrusca e i ruderi di un convento francescano.
- Saturnia, situata su una collina a nord di Manciano, si caratterizza per testimonianze architettoniche di epoca etrusco-romana e medievale.

### Altre località del territorio
Altre località minori sono quelle di Campigliola, Casale Nuovo, La Sgrilla, Poggio Fuoco e Sgrillozzo.

## Infrastrutture e trasporti
Manciano è il punto di intersezione tra due importanti strade extraurbane che consentono collegamenti a lunga distanza, sia all'interno della provincia di Grosseto che con altre province e regioni. Le due strade si intersecano presso un incrocio all'interno dell'abitato.
- Strada regionale 74 Maremmana, proveniente da Albinia, prosegue verso Pitigliano, entrando successivamente prima in territorio laziale e poi in territorio umbro.
- Strada provinciale 159 Scansanese, proveniente da Follonica, giunge a Manciano dopo aver attraversato il tratto litoraneo tra la città del golfo e Marina di Grosseto e dopo aver superato il capoluogo maremmano e vari centri e frazioni comprese tra quest'ultimo, Scansano e lo stesso Manciano.

## Amministrazione

### Sindaci
| Periodo | Periodo   | Primo cittadino      | Partito                             | Carica                  | Note |
| ------- | --------- | -------------------- | ----------------------------------- | ----------------------- | ---- |
| 1944    | 1944      | Antonio Lucchini     | CLN                                 | Sindaco                 |      |
| 1944    | 1945      | Leto Morvidi         | -                                   | Commissario prefettizio |      |
| 1945    | 1946      | Leto Morvidi         | PCI                                 | Sindaco                 |      |
| 1946    | 1965      | Pindaro Bondi        | PCI                                 | Sindaco                 |      |
| 1965    | 1975      | Lilio Niccolai       | PCI                                 | Sindaco                 |      |
| 1975    | 1982      | Raimondo Grifoni     | PCI                                 | Sindaco                 |      |
| 1982    | 1990      | Enzo Merli           | PCI                                 | Sindaco                 |      |
| 1990    | 1995      | Enrico Franceschelli | PCI-PDS                             | Sindaco                 |      |
| 1995    | 1999      | Enrico Franceschelli | centrosinistra Manciano democratica | Sindaco                 |      |
| 1999    | 2009      | Rossano Galli        | centrosinistra Spazio aperto        | Sindaco                 |      |
| 2009    | 2011      | Mario Mecarozzi      | centro Manciano comune aperto       | Sindaco                 |      |
| 2011    | 2012      | Luigi Manzo          | -                                   | Commissario prefettizio |      |
| 2012    | 2017      | Marco Galli          | centrosinistra Manciano insieme     | Sindaco                 |      |
| 2017    | in carica | Mirco Morini         | centrodestra Manciano Idea Comune   | Sindaco                 |      |

### Gemellaggi
- Nyons, dal 1993
- Gioia del Colle, dal 2022

### Altre informazioni amministrative
Il comune di Manciano fa parte dell'Unione dei comuni montani delle Colline del Fiora.

## Sport
La principale squadra di calcio della città è l'U.S.D. Manciano Calcio, fondata nel 1952 che gareggia nel campionato di Seconda Categoria. Disputa le gare interne allo stadio comunale "Lorenzo Niccolai".
Altre società calcistiche nel comune sono la U.S.D. Marsiliana Aics, militante in Seconda Categoria.